# Lake Elsinore (See)
Der Lake Elsinore ist ein natürlicher Süßwassersee im Riverside County im US-Bundesstaat Kalifornien, am Rand der Santa Ana Mountains. Sein wichtigster Zufluss ist der San Jacinto River.
Der See war von den spanischen Eroberern ursprünglich Laguna Grande genannt worden, ehe er nach der Uferstadt Elsinore als Lake Elsinore bezeichnet wurde. Die Stadt wiederum ist heute als Lake Elsinore selbst nach dem See benannt.

## Geografie
Der Lake Elsinore ist der größte Süßwassersee in Südkalifornien. Er liegt am tiefsten Punkt im 1900 km² großen Einzugsgebiet des San Jacinto Rivers, der in den Lake Elsinore mündet.
Politisch gehört der Lake Elsinore zum kalifornischen Riverside County. Der See hat mit der gleichnamigen Stadt Lake Elsinore sowie Lakeland Village zwei Uferstädte.

## Limnologie
Auf einer Höhe von 379 m gelegen, füllt der See normalerweise 12,1 km² Fläche aus. Durch Überflutungen und Trockenperioden kann der Pegel jedoch stark schwanken; so kann der Lake Elsinore unter gegebenen Bedingungen auch 14 km² bedecken. Normalerweise misst der See 9,7 km in der Länge und 2,4 km in der Breite. Der Umfang beträgt 23 km. Im Durchschnitt fasst der See 51.400.000 m³ Wasser. Seine maximale Tiefe beträgt 13 m.
Aus dem See heraus führt der Temescal Creek. Bei höherem Pegelstand leitet der See über ihn überschüssiges Wasser ab. Der Temescal Creek mündet in den Santa Ana River.
Der See liegt in einem Becken, das im Westen und Südwesten von den Elsinore Mountains abgegrenzt wird, also stellt der See ein endorheisches Gewässer dar. Im Nordwesten grenzt sein Ufer an die Ausläufer der Elsinore Mountains. Von hier aus setzen sich Hügel bis ans Nordostufer fort, wo die Erhebungen weniger werden. An der Mündung des San Jacinto Rivers öffnet sich das Lake Elsinore Basin. Vom See selbst ist dieses Becken jedoch über einen Schutzdamm abgeschnitten, der nur bei extremem Hochwasser zur Entlastung des Sees geöffnet werden darf. Das Lake Elsinore Basin bildet das äußerste nordwestliche Ende vom Weinbaugebiet Temecula Valley AVA. Der dort fließende Santa Margarita River ist über eine kleine Erhebung südlich des Sees von diesem abgeschnitten.